# 小柳博史
小柳 博史（こやなぎ ひろし、1987年11月23日 - ）は、日本の実業家、経営者。日本人財支援株式会社の創設者。

## 来歴・人物
大阪市阿倍野区にて出生、幼少期に兵庫県神戸市に移り住む。兵庫県立御影高等学校を卒業後、2007年4月より派遣社員としてドコモショップに勤務。
ドコモショップの運営経験を経て、2018年7月に日本人財支援株式会社を創立。
主に企業向けの研修やコンサルティングを行い、自身でも企業向けのコンサルタントとして活動。
その後2021年頃より、人材派遣業・人材紹介業・不動産業へと事業を転換。